# Scione limbativena
Scione limbativena är en tvåvingeart som beskrevs av Günther Enderlein 1925. Scione limbativena ingår i släktet Scione och familjen bromsar. Inga underarter finns listade i Catalogue of Life.